# Herzog (Fernsehserie)
Herzog (auf der DVD-Veröffentlichung auch Herzog: Scheidungsanwalt) ist eine deutsche Fernseh-Serie, die im Jahr 2008 beim Sender RTL ausgestrahlt wurde. In der Hauptrolle des namensgebenden Simon C. Herzog ist Niels Ruf in einer seiner wenigen schauspielerischen Darbietungen zu sehen.

## Inhalt
Hauptfigur der Serie ist der namensgebende Scheidungsanwalt Simon C. Herzog, dargestellt durch Niels Ruf, welcher ein für seinen Berufsstand klischeehafter Lebemann ist. Er liebt Geld und seinen Hund "Bossi", trägt Maßanzüge und Designeruhren und fährt Porsche. Sein Vater Hagen, selbst Anwalt, betrachtet ihn kritisch: Er ist der Meinung, sein Sohn habe das „einfache“ Fachgebiet der Ehescheidung gewählt, anstatt wie er als Strafrechtler zu agieren, da es sich dabei um eine spätpubertäre Auflehnung gegenüber ihm handle. Durch seine teils überhebliche, aneckende Art und Weise kommt Herzog Junior mitsamt seinem guten Freund Bernd regelmäßig in schwierige Situationen, aus denen er sich immer wieder mit Geschick herauswinden kann, während Letzterer, der für Herzog Senior arbeitet, sie oftmals ausbaden muss.

## Episodenliste
| Folge | Titel                     | Datum der Erstausstrahlung |
| ----- | ------------------------- | -------------------------- |
| 1     | Anwalt der Liebe          | 18.01.2008                 |
| 2     | Ein armes Würstchen       | 25.01.2008                 |
| 3     | Der Kinderschreck         | 01.02.2008                 |
| 4     | Der Fall Bossi            | nur auf DVD                |
| 5     | Mundpropaganda            | nur auf DVD                |
| 6     | Eine himmlische Affäre    | nur auf DVD                |
| 7     | Scheidung auf Italienisch | nur auf DVD                |
| 8     | Das zweite erste Mal      | nur auf DVD                |
| 9     | Der Lack ist ab!          | nur auf DVD                |

## Trivia
Die Produktion zur Serie begann Anfang Juli 2007 und dauerte bis zum Herbst des gleichen Jahres. Produktionsort war Köln.
Herzog startete bereits zur Premiere am 18. Januar 2008 um 21:45 Uhr, für damalige Verhältnisse, quotentechnisch schwach und konnte mit der dritten Folge nur 9,5 Prozent Marktanteil in der werberelevanten Zielgruppe vorweisen. Daher wurde sie nach dieser Folge aus dem Programm genommen. Ähnliches Schicksal ereilte nur Tage zuvor die ebenfalls zur selben Zeit gestartete Serie Die Anwälte. Während diese später auf Das Erste ausgestrahlt wurde, liefen die verbliebenen Episoden von Herzog nicht im TV, sondern wurden auf DVD veröffentlicht.

## Veröffentlichung auf DVD
Zu einer Veröffentlichung der Serie auf DVD kam es am 21. August 2009 durch Turbine Medien. Die DVD-Box, welche zwei Silberlinge beinhaltet, enthält alle 9 produzierten Folgen der Serie, sowie Audiokommentare zu drei Folgen, darunter der eigentlichen Pilotfolge, ein Grußwort von Niels Ruf zu Beginn, Outtakes vom Dreh, sowie ein Interview mit Ruf und Christiane Ruff, der damaligen Geschäftsführerin von Sony Pictures Germany, in welchem diese sich kritisch zum Stand deutscher TV-Serien zum damaligen Zeitpunkt äußern.

## Rezeption
Serie und Hauptfigur wurden vom Feuilleton unterschiedlich aufgenommen.
Die taz schrieb unter anderem: "Zu holzschnittartig ist die Figur gezeichnet, zu mechanisch aufgesagt wirken die meisten Sprüche. Ein Beispiel: "Ist die neu hier?", fragt Vater Herzog seinen Sohn. "An den Titten schon", antwortet dieser. "Herzog", allen voran geschrieben von Marko Lucht und Gerd Lurz, setzt auf Dauerfeuer - und nimmt damit den Pointen die Zeit, die sie brauchen, um zu zünden. Weniger wäre mal wieder mehr gewesen."
Auch sahen sich Kritiker damit konfrontiert, dass die Serie sich um political correctness, wie Ruf selbst, wenig scherte. So meinte eine Autorin der Brigitte: „Ununterbrochen schießt er: Gegen die katholische Kirche, dieser ‚durchgeknallten Sekte‘ und gegen ‚Schwuchtel‘ [sic!], ‚die sogar heiraten dürfen‘. Er haut Frauen auf den Hintern und berichtet im Beichtstuhl von seiner Unzucht. Und dann wäre da noch die Sache mit den ‚Negern‘. ‚Die riechen eben einfach irgendwie anders‘, ist sich Simons bester Kumpel Bernd sicher. Grund Genug für den unverschämten Anwalt am nächsten Farbigen zu schnüffeln, der ihm über den Weg läuft.“ Auch „mangelt es [Ruf] schlicht an schauspielerischem Talent. Was in seinen Shows noch einen gewissen Reiz hatte, also die kompromisslos an den Tag gelegte Ich-scheiß-auf-Eure-PC-Haltung, will in der Serie einfach nicht rüberkommen.“